# MLS All-Star Game 2006
Major League Soccer All-Star Game 2006 là trận đấu MLS All-Star Game thứ 11, diễn ra vào ngày 5 tháng 8 năm 2006, trên sân Toyota Park ở Bridgeview, Illinois giữa MLS All-Stars và Chelsea. MLS All-Stars giành chiến thắng 1–0, với bàn thắng của Dwayne De Rosario ghi ở phút thứ 70.

## Chi tiết trận đấu
| MLS All-Stars  | 1 – 0    | Chelsea |
| -------------- | -------- | ------- |
| De Rosario 70' | Chi tiết |         |

| MLS All-Stars | Chelsea |

| MLS All-Stars:   |    |                    |  |     |
|                  |    |                    |  |     |
| GK               | 1  | Troy Perkins       |  | 46' |
| RB               | 32 | Bobby Boswell      |  |     |
| CB               | 4  | Facundo Erpen      |  |     |
| CB               | 12 | Jimmy Conrad       |  | 46' |
| LB               | 5  | Chris Albright     |  | 46' |
| RM               | 14 | Dwayne De Rosario  |  |     |
| CM               | 13 | Christian Gómez    |  | 46' |
| CM               | 8  | Richard Mulrooney  |  | 46' |
| LM               | 17 | Joshua Gros        |  |     |
| CF               | 15 | Brian Ching        |  | 46' |
| CF               | 99 | Jaime Moreno (c)   |  | 46' |
| Dự bị:           |    |                    |  |     |
| GK               | 22 | Joe Cannon         |  | 46' |
| DF               | 2  | Eddie Robinson     |  | 46' |
| DF               | 6  | Ronnie O'Brien     |  | 46' |
| MF               | 9  | Freddy Adu         |  | 46' |
| MF               | 26 | Ricardo Clark      |  | 46' |
| FW               |    | Nate Jaqua         |  | 46' |
| FW               | 11 | Alecko Eskandarian |  | 46' |
| Huấn luyện viên: |    |                    |  |     |
| Peter Nowak      |    |                    |  |     |

| Chelsea:         |    |                       |  |     |     |
|                  |    |                       |  |     |     |
| GK               | 23 | Carlo Cudicini        |  | 64' |     |
| RB               | 14 | Geremi                |  |     |     |
| CB               | 20 | Paulo Ferreira        |  | 46' |     |
| CB               | 26 | John Terry (c)        |  |     |     |
| LB               | 18 | Wayne Bridge          |  | 46' |     |
| DM               | 5  | Michael Essien        |  |     |     |
| CM               | 13 | Michael Ballack       |  | 46' |     |
| CM               | 8  | Frank Lampard         |  |     |     |
| RW               | 24 | Shaun Wright-Phillips |  | 46' |     |
| LW               | 11 | Didier Drogba         |  | 46' |     |
| CF               | 7  | Andriy Shevchenko     |  | 46' |     |
| Dự bị:           |    |                       |  |     |     |
| GK               | 40 | Hilário               |  | 64' |     |
| DF               | 6  | Ricardo Carvalho      |  | 46' |     |
| DF               | 43 | Ryan Bertrand         |  |     |     |
| DF               | 44 | Michael Mancienne     |  |     |     |
| MF               | 10 | Joe Cole              |  | 46' | 52' |
| MF               | 12 | John Obi Mikel        |  | 46' |     |
| MF               | 16 | Arjen Robben          |  | 46' |     |
| MF               | 19 | Lassana Diarra        |  | 46' |     |
| MF               | 46 | Jimmy Smith           |  | 52' |     |
| MF               | 48 | Michael Woods         |  |     |     |
| FW               | 21 | Salomon Kalou         |  | 46' |     |
| Huấn luyện viên: |    |                       |  |     |     |
| José Mourinho    |    |                       |  |     |     |

| Cầu thủ xuất sắc nhất trận đấu: Dwayne De Rosario Trợ lý trọng tài: Nate Clement Chris Strickland Trọng tài thứ tư: Terry Vaughn |

Một vài cầu thủ ban đầu có tên trong đội hình MLS All-Stars nhưng rút lui do phải thi đấu trận đấu New England Revolution gặp Chivas USA ngày 6 tháng Tám; bao gồm Ante Razov (Chivas), Shalrie Joseph và Clint Dempsey (New England). Landon Donovan, Pablo Mastroeni và Eddie Pope cũng rút lui khỏi trận đấu All-Star do gặp chấn thương. Facundo Erpen, Ricardo Clark và Eddie Robinson được gọi thay thế họ.